# 이경항 (1601년)
이경항(李慶恒, 1601년 1월 12일 ~ 1643년 10월 17일)은 조선국 함경도 도사 등을 거쳐 조선국 함경도 북청 판관 직책을 지낸 조선 시대 후기의 문신 겸 정치인이다.

## 주요 이력
자(字)는 사상(士常)·중구(中久)이고 본관은 우계(羽溪)이다. 1613년(광해군 6) 생원시를 거쳐 같은 해 진사시에 모두 합격하고 1617년(광해군 7) 박사제자로 등용되었으며 이후 1618년 음보로 출사하여 성균관 직장, 의금부 통사랑에 이르렀다. 임숙영(任叔英)의 문인이다.
1626년 명경과(明經科) 입격으로 전격 발탁되었고, 1627년 식년문과(式年文科)에 을과(乙科)로 급제, 성균관 권지 직책에 보임되었고 이듬해 1628년 성균관 학유 직책에 전보되었다가 성균관 전적(成均館 典籍)·성균관 감찰(成均館 監察)·형조좌랑(刑曹佐郞)·공조좌랑·종묘서령 등을 역임하는 한편, 외직으로는 신계 현령(新溪 縣令), 예안(禮安)·결성(結城)의 현감 및 경상도, 함경도의 도사(都事)를 지냈다. 그는 가난하고 형편이 없는 친척들도 자신이 직접 보살펴주었다. 모친의 3년상을 치루던 중 병에 걸려 수척해지고, 이듬해에 사망하였다.
한때 그가 지난날 북인이 자행한 사주(使嗾)에 가담했다는 의혹을 받기도 했고 이는 숙종 때에 가서도 넷째아들 이서우가 출사할 때 남인 중 청남 허적 등에 의해 의혹이 다시 제기되었다. 후에 증 자헌대부 예조판서에 추증되었다. 송곡 이서우(李瑞雨)의 아버지이다.

## 생애

### 생애 초반
자(字)는 사상(士常), 중구(中久)이고 본관은 우계이다. 이감(李戡)의 증손으로, 할아버지는 주서(注書) 이성헌(李成憲)이고, 아버지는 선무랑을 지내고 증 승정원좌승지에 증직된 이길남(李吉男)이며, 어머니 하동정씨(河東鄭氏)는 영의정 문성공 정인지의 4대손이며 호조판서 하남부원군 정숭조(鄭崇祖)의 손자로 군수, 도사를 지낸 정욱(鄭彧)의 딸이다. 아버지 이길남은 본명은 영남이고 자는 석보였는데 뒤에 길남으로 이름을 개명하였다. 소암 임숙영의 문하에서 글과 학문을 배웠다.
부인은 전주이씨(全州李氏)로 태종의 차남 효령대군 보의 7대손이며 병마절도사를 지낸 이경유의 딸이자, 병마절도사 제주목사를 지낸 이경록의 조카딸이다. 인조반정의 공신 이서는 이경록의 아들로 그의 4촌 처남이 된다. 그의 서처남은 이기축인데 정조대의 시인인 문무자 이옥의 선조가 된다.
위로는 형 이경복(李慶復)이 있었는데 그가 과거에 합격할 무렵까지는 생존해 있었으나, 형 이경복은 한확의 장남 한치인(韓致仁)의 7대손 교리 한영(韓詠)의 딸 청주한씨와 결혼했으나 자녀를 얻지 못하고 병으로 죽었다. 그의 형 이경복은 이름만 전하다가, 2000년대에 이르러 그의 넷째 아들 송곡 이서우의 문집이 재간행되면서, 이서우의 문집 중 이길남 묘갈명에서 이경복의 결혼 사실과 부인 청주한씨가 한영의 딸인 것이 알려졌다.
어려서부터 책읽기를 좋아하였으며 기송(암기)에 능하였다. 미수 허목(許穆)에 의하면 그는 세속을 따르려 들지 않았고, 쉽게 남의 말을 따르면서 휩쓸리지 않았다고 한다. 유년시절부터 가깝게 지내던 인물은 전하지 않으나, 그가 살던 동리 근처에 살던 미수 허목과 교류하였다. 후일 이경항의 넷째 아들 이서우는 미수 허목의 문하에서도 글을 배웠으며, 허목은 1675년(숙종 1) 넷째 아들 이서우가 북인 대북계열이라는 이유로 허적의 공격을 받을 때 이서우를 두둔, 감싸주었다. 백강 이경여(李敬輿)와도 간혹 교류가 있었다.
그는 소암 임숙영(疎庵 任叔英)의 문하에서 학문을 배웠으며, 1613년(광해군 6년) 식년사마시 생원에 3등 합격하고, 그해에 다시 식년사마시의 진사시에 1등으로 합격하여 생원, 진사가 되었다.

### 관료 생활

#### 관료 생활 초반
1613년(광해군 6년) 생원시와 진사시에 모두 합격하여 생원진사가 되고 성균관에 들어가 수학하였다. 이후 잠시 직장(直長)을 지냈다가 1616년(광해군 8년) 6월 한때 해주목사 최원행(崔源行)의 역모 가담 사건으로 해주옥사가 발생하자 잠시 연루되어 의금부에 투옥되었으나, 별 혐의가 없어 처벌받지 않았다. 1617년(광해군 9년) 박사제자(博士弟子)로 등용되었으며 이후 음보로 출사하였다. 인조반정 이후에도 그는 관직에 있을 수 있었는데 이는 그가 당색으로는 대북 계열이었으나 임숙영의 문하생이었고, 이경항의 처사촌은 인조반정 공신인 완풍부원군(完豊府院君) 이서(李曙)였으므로 불이익을 받지 않을 수 있었다.
인조 반정 직후 그가 이이첨의 문하에 드나들었다는 혐의를 받아, 한때 유생들이 그를 유적(儒籍)에서 삭제되었다가, 처사촌인 이서(李曙)가 편지로 관학 유생들을 협박, 유벌을 중단케 하였다. 1623년(인조 1) 4월 11일 봉선전 참봉(奉先殿參奉)에 제수되었다.

#### 인조 반정 이후
1626년(인조 4년) 명경과(明經科)로 발탁되었고 통사랑((通仕郞)으로 재직 중, 1627년(인조 5년) 9월 식년문과(式年文科)에 을과(乙科) 3위로 급제, 권지성균관학유로 등용되었으며, 1628년(인조 6) 성균관학유가 되고, 1629년 성균관전적이 되었다. 이후 성균관전적, 사헌부감찰, 형조좌랑, 형조정랑, 공조좌랑, 공조정랑, 군기시 첨정, 사복시 첨정, 종묘서령(宗廟署令) 등의 내직을 지내다가 외직으로 신계현령, 북청판관, 예안현감(縣監), 결성현감, 경상도 도사, 함경도 도사 등을 지냈다.
1628년(인조 6) 1월 3일 유효립의 옥사 사건 당시 이계선(李繼先) 등의 모의에 동참했다는 혐의를 받고 체포, 의금부의 형문을 받았다. 1월 3일 정국(庭鞫)에 끌려가 심문을 받고 1월 4일 투옥되었다. 그러나 별 혐의점이 없어 곧 풀려났다.
1628년(인조 6) 12월 25일 형조좌랑에 임명되었다. 그는 임숙영의 문인이었으나 대북 계열에 가담하여 활동하였다 하여 서인들의 비판을 받았다. 1623년 인조반정 이후 대북 계열에 속한 그의 과거 전력이 문제시 되어 유적 삭제의 대상에 회부되었으나, 처사촌인 이서(李曙)가 편지로 성균관에 압력을 행사하여 무마되었다.
1629년 3월 12일 정사에서 이만(李曼)ㆍ김효건(金孝建) 등과 함께 그 해에 청나라에 파견될 동지사의 서장관 후보자의 물망에 올랐다. 1629년 형조좌랑으로 있다가 그해 4월 10일 함경도도사(咸鏡道都事)로 임명되었다. 함경도도사로 임명된 직후 1629년 4월 10일 인조는 그를 통정대부로 승진시켰으나, 곧 뜻을 바꾸어 승진을 취소하였다. 승진 취소 사유는 알 수 없다.
1630년 형조정랑, 그해 10월 14일 이조정랑, 1631년 11월 공조정랑을 거쳐 그해 11월 기주관, 12월 기사관으로 경연에 참여하였다. 1632년(인조 10)에는 정원군을 원종으로 추숭하는 추숭도감의 낭청으로 참여하였다. 그해 5월 김상용 이하 추숭도감 관원들을 시상할 때 낭청들은 6품으로 승진되거나, 이미 6품인 이들을 승진하게 하였다. 그러나 어떤 이유로 승진하지 못했다.

#### 지방관 생활
1633년(인조 11) 3월 19일 경상도도사(都事)로 부임, 그해 9월 19일 이임하였다.
1636년 8월 7일 북청판관(北靑判官)으로 나갔다가 1637년 6월 5일 부사과(副司果)에 제수되어 상경하였다. 그해 6월 9일 금교역 찰방(金郊驛察訪)에 임명되었으나, 금교역이 있는 황해도관찰사 김세렴(金世濂)과 사돈이라 하여 이조에 체차를 청하여 허락받았다. 김세렴은 그의 둘째 아들 이가우의 장인이었다. 그해 6월 9일 예안현감(禮安縣監)에 임명되어 6월 16일 도임하였다.
1637년 7월 예안현감에 부임했으나, 1638년 2월 스스로 사직서를 올리고 물러났다. 예안현감 부임 직후 지역 품관(品官), 향리들을 엄하게 다루었다. 계암 김령은 이경항이 현감으로 부임하자 품관들이 보러 들어갔는데, 침묵하며 말 한마디 하지 않았고, 매를 맞은 하인이 매우 많았다 한다. 1638년 2월 28일 사직서를 냈는데, 계암 김령에게 말하기를 "내가 만약 그대로 유임된다면 틀림없이 좌수 윤동창(尹東昌)에게 무함을 당할 것이다."라고 하였다. 김령은 이같이 떠날 결심을 한 것이었다. 윤동창의 사람됨은 이경항도 알았던 것이라 하였다. 그가 예안현감에서 물러난 뒤 그를 비판하는 말이 나왔는데, 김령은 '실제와 달리 지나치게 헐뜯은 것은 모두 관아의 아전들과 좌수 윤동창(尹東昌)이 지어낸 말'이라 하였다.

### 생애 후반
1640년(인조 18) 12월 11일 성균관전적(成均館典籍)이 되었다.
그는 세태를 따르거나 맹목적으로 추종하지 않았으며, 그러다 벼슬을 잃는다 하더라도 개의치 않았다. 벼슬길이 멀면 때로는 부임하지 않기도 했고, 부임했다가도 사직서를 내고 바로 돌아오기도 하여 관직에 오래 머무르지 않았는데, 부모의 나이가 고령이었기 때문이었다. 허목에 의하면 그는 온세상이 명예를 다투고 세력을 좆는데 어찌하여 대는 우물쭈물하다가 용납되지 못하였는가 하니 나는 천성이 할수도 없지만 하려 하지도 않는다 하였다. 그는 과부가 된 늙으신 큰어머니를 어머니 섬기듯이 섬겼으며, 사촌 형이 죽은 뒤에 가난으로 고생하는 서출의 딸이 둘 있었는데, 모두 비용을 대 시집보냈다. 그 밖의 친척들 가운데 가난하여 의지할 곳이 없는 사람들에 대해서도 생계를 돌봐주었다.
1641년(인조 19) 5월 비변사 사록이 되었다가 2, 3일만에 신병을 이유로 출사하지 않고 정순(呈旬)을 청하자, 비변사 낭청의 논계를 받고 체직되었다. 5월 9일 다시 비변사가 그가 사록직을 더러운 직책으로 생각한다며 탄핵, 파출되었다. 뒤에 복직하여 사복시첨정 겸 춘추관기주관이 되었다.
그는 오락을 좋아하지 않고 글을 좋아하여 항상 손에서 서책을 놓지 않았으며, 일이 없다면 독서로 소일하였다. 효성이 지극하여 늙은 어머니를 극진히 모셨다. 사복시첨정 겸 춘추관기주관으로 재직 중 1642년(인조 20) 5월 4일 모친상을 당했는데 3년상을 치루던 중 너무나 슬퍼하여 병에 걸려 누적되어 몸이 수척해졌다. 1643년(인조 21년) 10월 17일에 병으로 사망하였다.

### 사후
처음 경기도 광주군 낙생면 대장리(현, 성남시 분당구 대장동 사동(寺洞, 절골부락) 광주 관아 남쪽 산에 장사하였다. 그가 죽고 3년 뒤에 둘째아들인 이가우(李嘉雨)도 이른 나이에 사망하였다. 다시 1667년(현종 8) 부인 전주이씨가 사망하자 광주군 언주면 신원리(현, 서울특별시 서초구 내곡동) 또는 언주리(현, 청담동) 헌릉 근처, 이지방의 묘소 왼쪽 언덕에 안장하고 부인 전주이씨를 합장했다.
그의 사후 넷째 아들 이서우가 윤휴, 허목 등에 의해 청요직에 천거될 때마다 영상 허적은 이서우의 아비 이경항이 흉론(대북)에 물들었다며 임용을 계속 반대하였다. 그러나 그와 같은 동네에 살던 허목이 '신이 그 아비와 더불어 같은 마을에 살았으므로, 그가 끝내 흉론(凶論)에 물들지 아니하였음을 안다'고 변호하였다.
묘갈명은 미수 허목(許穆)이 찬하였고, 뒤에 증(贈) 가선대부 예조참판 겸 동지경연 의금부 춘추관 성균관사에 증직되었다가 다시 증(贈) 자헌대부(資憲大夫) 예조판서(禮曹判書)로 추증되었다.
그뒤 20세기에 와서 경기도 광주군 낙생면 대장리 뒷산 자좌(子坐)에 이장했다가, 1995년 10월 19일 서울특별시 도시계획 확장으로 다시 경기도 성남시 분당구 대장동 절골(사동) 부락의 선영 근처로 이장하였다. 2017년 8월 성남시 도시개발계획으로 다시 강원도 원주시 부론면 단강1리 산77번지와 단강1리 산90번지 작실, 원주 영정각 뒷산으로 재이장되었다.
1995년 10월 9일 이장 시 구 묘소에서 넷째아들 이서우가 제작 매설한 지석 8매 중 3매가 발견되었다.

## 가족 관계
그의 자녀는 넷째 아들 서우가 지은 셋째 누이의 제문에 4남 4녀인데 조기에 상한 형제자매가 있다 하여 알려졌다. 장남 덕우의 사망년대는 족보에서 실전되었다가 넷째 아들 이서우의 송곡집에 형의 제문을 지은 것이 송파집에 수록되었다.
- 조부 : 이성헌(李成憲, 1534년 2월 22일 - 1601년 5월 8일)
- 조모 : 전주이씨, 이한(李澣)의 딸
- 조모 : 전주이씨 이봉령(全州李氏 李奉令, 1536년 10월 29일 ~ 1613년 2월 24일), 밀성군 침의 증손 광원수 이구수의 딸
  - 아버지 : 이길남(李吉男, 자는 석보(錫甫), 초명은 영남(英男), 1561년 8월 22일 - 1644년 2월 22일)
  - 어머니 : 하동정씨(河東鄭氏, 군수, 도사를 지낸 정욱(鄭彧)의 딸, 정숭조의 증손녀, 1562년 6월 27일 - 1642년 5월 4일)
    - 형 : 이경복(李慶復, 1596년 5월 25일 ~ ?년 7월 6일, 1627년 이후)
    - 형수 : 청주한씨(淸州韓氏, 1596년 5월 25일 ~ ?년 1월 25일), 교리 한영(韓詠)의 딸

  - 부인 : 전주 이씨(全州李氏, 1600년 11월 3일 - 1667년, 효령대군의 7대손 이경유의 딸, 완풍부원군 이서의 사촌누이)
    - 장남 : 이덕우(李德雨, 1617년 2월 27일 - 1687년 9월 9일)
    - 자부 : 인천채씨(仁川蔡氏, 1618년 4월 9일 - ?년 11월 29일), 충의위 채극계(蔡克稽)의 딸
      - 손녀 : 우계이씨(羽溪李氏)
      - 손서 : 윤시경(尹時卿, 1642년 ~ 1685년), 윤인함의 증손
      - 손자 : 이일관(李日觀, ? - 1705년 6월 22일, 무과에 급제하여 부사를 역임했다.)

    - 차남 : 이가우(李嘉雨, 1621년 11월 12일 - 1646년 3월 14일, 증 이조참판)
    - 자부 : 선산김씨(善山金氏, 1620년 8월 6일 - 1668년 5월 27일, 동명 김세렴의 딸, 성암 김효원의 증손녀
      - 손녀 : 우계이씨(1639년[16] ~ ?)
      - 손녀사위 : 정중태(鄭重泰, 1639년 8월 29일 - 1700년 7월 11일), 배천군수, 본관은 해주
      - 손녀 : 우계이씨
      - 손녀사위 : 윤기경(尹起卿)

    - 삼남 : 이희우(李喜雨, ? ~ 1705년 7월 15일)
    - 사남 : 이서우(李瑞雨, 1633년 3월 1일 ~ 1709년 10월 14일)
    - 자부 : 청송심씨(淸松沈氏, 1631년 10월 24일 - 1673년 12월 28일, 참판 심광위의 딸)
      - 손자 : 이정관(李正觀, 1655년 9월 19일 - 1695년? 9월 11일)
      - 손자 : 이석관(李碩觀, 1657년 11월 3일 - 1720년 12월 22일)
      - 손녀 : 우계 이씨(羽溪李氏)
      - 손서 : 윤휘창(尹彙昌, 1654년 ~ ?)
      - 손녀 : 우계 이씨(1661년 ∼ 1754년 4월 28일)
      - 손서 : 강석훈(姜碩塤, 1664년 8월 7일 ∼ 1700년 8월 23일)
      - 손자 : 이홍관(李弘觀, 자는 중유, 1665년 - 1728년 4월 5일)
      - 손녀 : 우계 이씨(羽溪李氏)
      - 손서 : 신명제(申命濟, 1667년 ~ 1721년 2월 28일)
      - 손녀 : 우계 이씨(羽溪李氏)
      - 손서 : 황팽로(黃彭老, 1681년 ~ 1741년)

    - 자부 : 이름 미상
      - 손녀 : 우계 이씨(羽溪李氏)
      - 손서 : 홍이석(洪以錫, 1687년 ~ 1742년)

    - 자부 : 첩, 이름 미상
      - 서손 : 이익관
      - 서손 : 이순관
      - 서손녀사위 : 민관효
      - 서손녀사위 : 황팽로

    - 장녀 : 우계이씨(羽溪李氏)
    - 사위 : 윤득열(尹得說, 1597년 - 1656년, 감사, 본관은 파평), 윤사로의 손자 윤수강의 5대손
    - 차녀 : 요절
    - 삼녀 : 우계이씨(羽溪李氏)
    - 사위 : 이서규(李瑞圭, 1630년 ~ ?, 교관, 별검), 성종왕자 익양군 후손[17]
    - 사녀 : 요절

- 외할아버지 : 정욱(鄭彧, 1527년 - 1570년)
- 외할머니 : 순흥안씨(順興安氏), 별좌 안영우(安英祐)의 딸, 외조부 정욱(鄭彧)의 본처
- 외할머니 : 창원황씨(昌原黃氏), 황윤규(黃潤奎)의 딸
  - 이모부 : 신언(愼言)
- 장인 : 이경유(李慶裕, 1562년 - 1620년, 효령대군의 7대손, 병마절도사 역임)
- 장모 : 연일정씨(延日鄭氏) 정희석(延錫禧)의 딸, 자녀 없음, 아버지 이경유의 첫째 정실
- 장모 : 죽산박씨(竹山朴氏) 병절교위(秉節校尉) 박문좌(朴文佐)의 딸, 아버지 이경유의 둘째 정실, 부인 전주이씨의 생모
- 서장모 :장흥고씨(長興高氏), 옥구현감 고언명(高彦命)의 서녀(? - 1644년 2월 10일), 장인 이경유의 첩
  - 서처남 : 이기축(李起築, 1589년 10월 7일 ~ 1645년 6월 6일)
- 사돈 : 한영(韓詠, 1580년 - 1624년 6월 16일)

## 평가
권시중에 의하면 그는 예안현감 재직 시 강직하고 과감하여 결단력이 있었다. 영이 엄중하여 아랫 사람들이 숨을 죽였다. 물러날 때에 모든 고을 사람들이 길을 막고 더 있기를 바랬다 한다.
계암 김령(溪巖 金土+令)은 '예안 현감 이경항(李慶恒)이 처음에 부임했을 때는 치정에 대한 명성이 아주 자자했다. 조금도 잘못을 범하지 않았으며 간사한 아전들을 위엄으로 통제했다. 이 때문에 현에서는 읍민들의 마음이 쏠려 떠날 때 도로를 가로막는 일이 일어나기에 이르렀다.'
'우리 읍의 전임 수령 이경항(李慶恒)은 얼음을 채취할 때 민간에 역(役)을 부과하지 않고 지난 분기 내의 미수질(未收秩)을 기준으로 부과했기 때문에 미수질 장정 1명당 얼음 2정(丁)씩을 납부하도록 했으나 오히려 남아돌아서 질중(秩中)에 고루 역을 부과하지 않고 그 장부를 불살라 버렸다. 지금 수령은 미수질 장정 1명당 얼음 6정씩 납부하라고 하니, 탐욕스럽고 비루하기가 날로 심하다. 아전들과 읍민들이 그를 큰 도적이라고 부른다.'는 평을 남겼다.
계암 김령에 의하면 그가 예안현감 재직 시, 도 관찰사, 병마절도사, 사신 등이 올 때 접대하는 폐단을 없앴다 한다. 계암 김령은 그가 예안현감 재직 시 '감사가 매달 20일 이후에 우리 고을로 오는데, 이바지할 찬거리를 민간에서 거두지 말고 관에서 스스로 마련하도록 하였다. 전에는 크고 작은 사신과 빈객이 방문하면, 온갖 물목을 백성에게 내도록 요구하여 이미 고질적 폐단이 되었다. 이경항(李慶恒)이 비로소 중지시켰으나, 양원(梁榞)이 다시 되살려 그 폐단이 더욱 심하였다.' 하였다. 김령은 전임 수령인 이 군(李君, 이경항)은 병사(兵使)가 장차 올 때에 미리 관아의 하인들에게 해산물을 사오게 하여 민간에 번거롭게 하지 않았었다고도 하였다.

## 기타
국조인물고, 미수기언 등에 수록된 허목이 지은 묘갈명에 의하면 그의 집 여종 하나가 부인 전주이씨의 친정 서출 동생과 사통하여 자식 몇 명을 낳았으나 가난하여 속량하지 못하자, 부인 전주이씨는 노비문서를 내주었다 한다.
둘째아들 이가우(李嘉雨)는 성암 김효원(省菴 金孝元)의 증손녀이자 동명 김세렴(東溟 金世濂)의 딸 일선김씨와 결혼했으나 일찍 사망하였다. 이가우는 반계 유형원과 절친하게 지냈으며, 유형원은 그를 추모하는 이자시전을 썼고, 채유후는 그의 묘지명을 써주었다. 이가우의 딸은 욱헌(旭軒) 정익(鄭木+益)의 아들 정중태(鄭重泰)와 혼인하였다.

## 같이 보기
| - 임숙영 - 이서우 - 이감 - 이복남 - 이경유 - 이경록 - 허목 - 대북 - 이성헌 - 정숭조 - 김세렴 | - 유효립의 옥사 - 김효원 - 임숙영 - 이이첨 - 이경유 - 이경록 - 이서 - 이기축 - 허목 |

## 관련 서적
- 안동문화원, 《국역 영가지.선성지합본(國譯 永嘉誌 宣城誌)》 (안동문화원, 2007)
- 서울대학교 출판부, 《국조인물고 (國朝人物考) 中권》 (서울대학교 출판부, 1978)
- 국역선성지발간추진위원회, 《국역) 선성지》 (국역선성지발간추진위원회, 1993)

## 참고 문헌
- 사마방목
- 인조실록
- 대동야승
- 연려실기술
- 국조방목
- 국조인물고
- 계암일록
- 선성지